# 胡爾托維夫卡
49°49′4″N 35°15′55″E / 49.81778°N 35.26528°E
胡爾托維夫卡（烏克蘭語：Гуртовівка）是位於烏克蘭東部的村莊，由哈爾科夫州博霍杜希夫區的科洛馬克市鎮負責管轄。該村處於科洛馬克河右岸，距離弗多維奇內1公里，始建於1820年，面積0.66平方公里，海拔高度115米，2001年人口96。